# Odio tutti i cantanti
Odio tutti i cantanti è il sesto singolo di Noemi, il secondo tratto dal suo secondo album, RossoNoemi.

## Il brano
Odio tutti i cantanti è il secondo singolo estratto dall'album RossoNoemi, il brano entra in rotazione radiofonica a partire dal 6 maggio 2011.
Il testo della canzone è scritto da Diego Mancino, cantautore tra i più apprezzati, e musicato da Matteo Buzzanca.
Il brano, come anche l'album RossoNoemi vede Corrado Rustici sia come produttore che come arrangiatore. Odio tutti i cantanti è stato registrato da Chris Manning a Berkeley, in California presso il Fantasy Records, lo stesso Manning l'ha mixato, sempre in California, a San Rafael, presso il Salamander Sound Studio. Il brano è stato masterizzato da Brian Gardner a Los Angeles presso il Bernie Grundman Mastering.
Il 4 agosto 2011 Noemi viene intervistata da Vincenzo Mollica, al TG1 dell'edizione serale, riguardo al brano, uno dei più trasmessi durante l'estate, soffermandosi sulla metafora che esprime il brano.
Il brano viene inserito in una compilation:
- Radio Italia Top Estate 2011[4]

## Video musicale
La regia del videoclip di Odio tutti i cantanti è di Gaetano Morbioli, in questo lavoro Noemi debutta come sceneggiatrice di videoclip, nel video la cantante ricopre anche il ruolo di protagonista.
Il video viene reso disponibile in anteprima a partire dall'8 giugno 2011 sul sito del Corriere della Sera; mentre è disponibile per il download digitale a partire dal 9 giugno 2011.
Il video inizia con un negozio di bambole, rappresentanti il mondo dei cantanti. Queste bambole esposte in vetrina vengono osservate, ammirate e fotografate dai passanti. Una bambina si ferma davanti alla vetrina ed indica alla mamma quale bambola vorrebbe regalata per il compleanno ed entrano nel negozio per acquistarla.
La bambina festeggia il suo quinto compleanno in giardino, insieme ai propri amici, spegne le candeline ed apre il pacco regalo contenente la bambola dai capelli rossi. I bambini indossano tutti delle parrucche rosse e diventano la mini-band di Noemi. Si vedono anche altre bambole, alcune bionde, altre more, altre ancora con i capelli azzurri. Poi, alla festa arriva un signore che regala alla bambina una bambola argentata, le bambine sono tutte entusiaste e vanno a riporre in cantina le bambole che avevano prima per giocare con quella nuova..
Il videoclip risulta essere tra i preferiti dell'estate 2011, il risultato viene sottolineato anche dal TG2. Il 18 agosto 2011, dopo due mesi di votazione, si è decretata la classifica "MTV Top 20 Summer hits of 2011" in cui il video di Odio tutti i cantanti si è classificato decimo, alle spalle di Judas di Lady Gaga; la classifica è andata in onda su MTV Hits il 3 e il 4 settembre 2011.
Il videoclip ottiene una nomination all'OGAE Video Contest 2011.

## Tracce
Download digitale
1. Odio tutti i cantanti – 4:35 (testo: Diego Mancino – musica: Matteo Buzzanca)

## Musicisti e staff
- Corrado Rustici: chitarre, tastiere, beats, trattamenti, produttore arrangiatore[2]
- Roger Joseph Manning junior: rhodes, hammond[2]
- Kaveh Rastegar: basso[2]
- Michael Urbano: batteria[2]
- Registrazione: Chris Manning a Berkeley, in California presso il Fantasy Records[2]
- Mixato da Chris Manning in California, a San Rafael, presso il Salamander Sound Studio[2]
- Masterizzato da Brian Gardner a Los Angeles presso il Bernie Grundman Mastering[2]

## Riconoscimenti
- 2011 - Candidatura OGAE Video Contest 2011

## Incisioni e versioni
| Anno | Provenienza                  | Durata       | Note          |
| ---- | ---------------------------- | ------------ | ------------- |
| 2011 | RossoNoemi                   | 4 min : 35 s |               |
| 2011 | Radio Italia Top Estate 2011 | 4 min : 36 s |               |
| 2012 | RossoLive                    | 5 min : 13 s | Versione live |